# Lakócsa
Lakócsa község (horvátul: Lukovišće, Lukovišče) Somogy vármegyében, a Barcsi járásban.

## Fekvése
Lakócsa a Dráva közelében fekszik, Barcstól délkeleti, Szigetvártól déli, Sellyétől pedig nyugati irányban, mindhárom várostól megközelítőleg azonos, körülbelül 15-15 kilométeres távolságra.
Somogy vármegye egyik legdélebbi fekvésű települése, csak Szentborbás fekszik délebbre nála.
Szomszédai észak-északkelet felől Teklafalu és Endrőc, kelet felől Drávafok, délről Felsőszentmárton, délnyugatról Szentborbás, nyugatról Tótújfalu, északnyugati irányból pedig pedig Potony.

### Megközelítése
Közúton a 6-os főút felől legegyszerűbb Szigetvárnál letérve megközelíteni a települést, ahova a sellyei országútról Teklafalu után, jobbra (nyugat felé) letérve juthatunk el, de megközelíthető a falu Sellye felől is, Bogdása és Drávafok érintésével, az 5804-es úton, illetve a 6-os főútról Daránynál letérve, Kastélyosdombón és Potonyon keresztül is, ugyancsak az 5804-es úton. Déli szomszédaival, Szentborbással és Felsőszentmártonnal az 5825-ös út köti össze.

## Története
Lakócsa nevét az 1565-1566 évi török kincstári fejadójegyzék említette először Lankofcse alakban.
1571-ben csak 5 házat írtak benne össze a török adószedők. 1660-ban a Pannonhalmi Bencés Főapátsági dézsmaváltságjegyzékében is említve volt, mely szerint a székesfehérvári custodia birtoka volt. 1715-ben a zselicszentjakabi apátság birtoka volt és ekkor 9 háztartását írták össze benne. Az apátságé volt egészen 1748-ig, ekkor a kamara birtokába került. 1863-ban nagy tűzvész pusztított itt, melyben a település fele része leégett. A 20. század elején a közalapítványi uradalomnak volt itt nagyobb birtoka és ekkor Somogy vármegye Barcsi járásához tartozott.
1910-ben 1303 lakosából 364 magyar, 4 német, 924 horvát volt, ebből 1227 római katolikus, 56 református és 19 izraelita volt. 2011-ben 535-en éltek a faluban, ekkor már csak a lakók alig több mint egyharmada vallotta magát horvát nemzetiségűnek.
2012-ben felújították a Szentborbás-Lakócsa-Drávafok 5,2 km-es útszakaszt, amelyet 2012. július 31-én adtak át a forgalomnak.

## Közélete

### Polgármesterei
- 1990–1994: Matyók József (független)[7]
- 1994–1998: Matyók József (független)[8]
- 1998–2002: Matyók József (független)[9]
- 2002–2006: Matyók József (független horvát kisebbségi)[10]
- 2006–2010: Matyók József (független)[11]
- 2010–2014: Matyók József (független)[12]
- 2014–2019: Matyók József (független)[13]
- 2019–2024: Csonka József (független)[14]
- 2024– : Villányi József (független)[1]

## Népesség
A település népességének változása:
| Lakosok száma | 550  | 559  | 554  | 488  | 506  | 509  | 499  |
|               | 2013 | 2014 | 2015 | 2021 | 2022 | 2023 | 2024 |

A 2011-es népszámlálás során a lakosok 85,2%-a magyarnak, 22,6% cigánynak, 34,6% horvátnak, 0,6% németnek mondta magát (14% nem nyilatkozott; a kettős identitások miatt a végösszeg nagyobb lehet 100%-nál). A vallási megoszlás a következő volt: római katolikus 65,2%, református 1,3%, felekezet nélküli 4,7% (28,6% nem nyilatkozott).
2022-ben a lakosság 85,4%-a vallotta magát magyarnak, 24,1% cigánynak, 17,8% horvátnak, 0,6% németnek, 0,4% lengyelnek, 0,2% ukránnak, 0,2% szlovénnek, 0,8% egyéb, nem hazai nemzetiségűnek (12,6% nem nyilatkozott; a kettős identitások miatt a végösszeg nagyobb lehet 100%-nál). Vallásuk szerint 57,9% volt római katolikus, 1,2% református, 0,6% egyéb keresztény, 4,5% felekezeten kívüli (35,6% nem válaszolt).
A lakosság horvát részének nyelvjárására jellemző, névmás szerint az ún. „kaj” nyelvjárást beszélik, tehát ezért nevezik őket kajkávácoknak. A mellette lévő Szentborbáson és Tótújfaluban élő horvát kisebbség is a kájkávácok közé tartozik.

## Nevezetességei
- Római katolikus temploma - 1723-ban épült
- Horvát Nemzetiségi Tájház